# Paweł Grzegorczyk
Paweł „Drak” Grzegorczyk (ur. 19 czerwca 1967 w Szczytnie) – polski gitarzysta i wokalista, założyciel zespołu Hunter.

## Życiorys
Wraz z grupą dwukrotnie otrzymał nominację do nagrody polskiego przemysłu fonograficznego – Fryderyka; w 2010 i 2012. W zespole pełni funkcję gitarzysty i wokalisty. Z wykształcenia skrzypek. Używa pseudonimu artystycznego Drak (kiedyś Dracula). Kompozytor niemal całości materiału oraz autor niemal wszystkich tekstów. Znany również ze współpracy z zespołem Acid Drinkers jako Paulo. Ma żonę oraz dwóch synów.
W 2011 wziął udział w nagraniu utworu „Mazurski cud”, powstałego w ramach akcji „Mazury Cud Natury”, promującego region Mazur. Autor kompozycji, Krzysztof „Dżawor” Jaworski, znany z występów w grupie Harlem, zaprosił do nagrań także innych artystów związanych z regionem, w tym: Janusza Panasewicza z Lady Pank, Ryszarda Rynkowskiego, Piotra „Petera” Wiwczarka z Vader oraz Norberta „Norbiego” Dudziuka.

## Instrumentarium
| - PRS Custom 24 (Pre-Factor) - DEAN Z 79 - Gibson Explorer - Gibson Les Paul Standard - Ibanez IceMan PS10 - BS Guitars Strat Custom - Samick OM-8CE (accoustic guitar) - Krank Revolution One 100 Watt Head - Krank Revolution One Speaker Cabinet - Krank Revolution One Combo - Genz Benz El Diablo 100 - Genz Benz 412 G Flex (Speaker Cabinet) |  | - LINE 6 POD XT PRO - Syntezator gitarowy Roland GR-20GK - SHURE ULXP4 Wireless System - Słuchawki Beyerdynamic DT-770 i DT 531 - BOSS DD-5 Digital Delay - Wah Jim Dunlop Cry Baby Custom DCR-2SR - Bezprzewodowy System Monitorowy (do ucha): Wireless Monitor Set - Sennheiser Evolution Wireless G2: - Nadajnik: Transmitter SR300 G2 - Odbiornik: Receiver EK300 G2 - Słuchawki: Earphones – Shure E5 / Sennheiser IE4 - Mikrofon – Shure SM 57/ 58 / BETA |

## Dyskografia
- Jelonek – Jelonek (2007, Mystic Production, gościnnie)

## Filmografia
- Historia polskiego rocka: Teoria hałasu (2008, film dokumentalny, reżyseria: Leszek Gnoiński, Wojciech Słota)